# Ulvik
Ulvik és un municipi situat al comtat de Vestland, Noruega. Té 1.116 habitants (2016) i la seva superfície és de 720,83 km². El centre administratiu del municipi és el poble homònim.